# Pseudalosterna longigena
Pseudalosterna longigena är en skalbaggsart som beskrevs av Holzschuh 2003. Pseudalosterna longigena ingår i släktet Pseudalosterna och familjen långhorningar. Inga underarter finns listade i Catalogue of Life.